# Jonas Gelsen
Jonas Gelsen (['ɡeːlzn̩], * 4. September 2001) ist ein deutscher Ruderer, der 2024 Europameisterschaftsdritter im Doppelzweier wurde.

## Sportliche Karriere
Jonas Gelsen rudert für den Ruder-Club Nassovia Höchst 1881. Bei den deutschen Meisterschaften war er 2022 und 2023 hinter Oliver Zeidler Zweiter im Einer.
Bei den U23-Weltmeisterschaften 2021 belegte Gelsen den vierten Platz im Einer. Im Jahr darauf siegte er bei den U23-Weltmeisterschaften in Varese. 2023 bildete Gelsen einen Doppelzweier mit dem für Marburg startenden Marc Weber. Die beiden belegten den neunten Platz bei den Europameisterschaften in Bled. Dreieinhalb Monate später wurden die beiden Achte bei den Weltmeisterschaften in Belgrad und erreichten damit die direkte Qualifikation für einen deutschen Doppelzweier bei den Olympischen Spielen 2024.
2024 ruderten Gelsen und Weber bei den Europameisterschaften in Szeged auf den dritten Platz, wobei sie weniger als eine halbe Sekunde Rückstand auf die zweitplatzierten Spanier hatten, aber zehn Sekunden Vorsprung vor den viertplatzierten Italienern. Bei den Olympischen Spielen in Paris wurden Gelsen und Weber Neunte.